# Noam Elkies
Noam David Elkies (Nova Iorque, 25 de agosto de 1966) é um matemático e mestre enxadrista estadunidense.